# Derico
João Frederico Sciotti (São Paulo, 17 de julho de 1966), mais conhecido como Derico, é um saxofonista, escritor e empresário famoso por suas atuações no talkshow televisivo do apresentador Jô Soares.

## Biografia

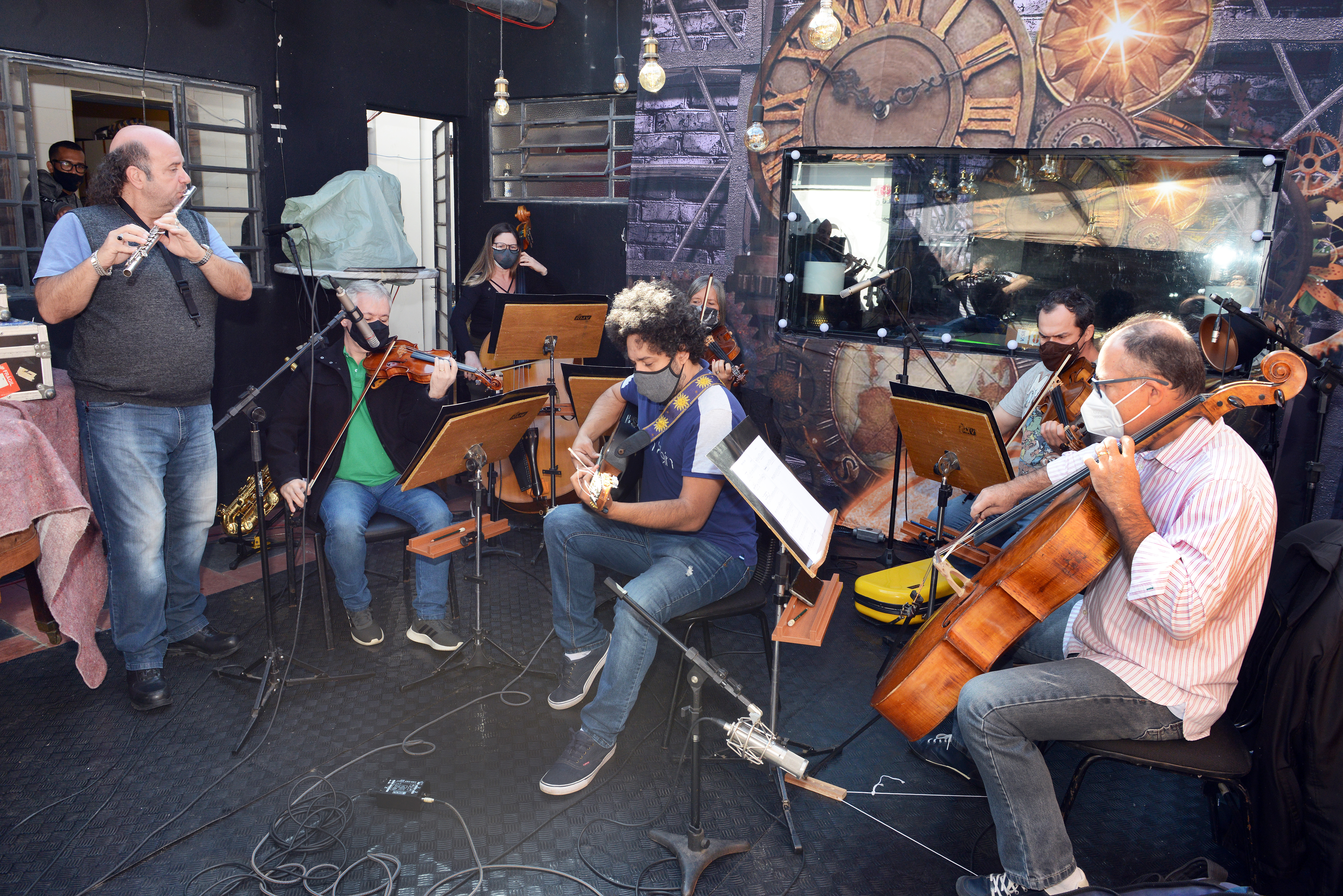
Derico durante apresentação em Campinas.

Derico começou a estudar flauta com apenas cinco anos de idade. Em 1983, fundou a escola de música paulistana Artlivre, que conta com três escolas e mais de 300 alunos e quinze professores.
Em 1986, fez parte de uma parte de "músicos representantes" da empresa japonesa Roland Corporation. Em 1990, foi convidado para participar do programa Jô Soares Onze e Meia no Sistema Brasileiro de Televisão, onde veio a fazer parte do notório grupo Sexteto do Jô. Participou da migração de Jô Soares para a Rede Globo, onde fez parte do Programa do Jô até o seu fim em 2016.
Após o fim do programa Derico continuou trabalhando e participando de entrevistas para programas relevantes como o Programa do Porchat e do The Noite com Danilo Gentili.
Em 2019, Derico retornou a televisão quando apresentou o programa na Estrada com Derico, onde viaja por cidades com um food-truck com palco em que performa suas músicas, pelo canal EPTV, afiliada da Rede Globo. Também nesse ano, recebeu uma homenagem e o título de cidadão de Artur Nogueira pela câmara de vereadores, cidade no interior paulista.

### Literatura
Em 1995, lançou seu primeiro livro "A Busca Dos Óculos de Graal – A História do Deriquismo e outros Assuntos Aleatórios" pela editora best-seller. Em 2001, lançou o livro "Bobagens.com" pela editora Madras. No ano de 2011, lançou o livro "Volta ao Mundo Numa Bicicleta Ergométrica" pela Editorial Planeta.

## Trabalhos
- Os Amadores (Fred) - especial de fim de ano da TV Globo
- Jô Soares Onze e Meia (SBT) - de 1990 a 1999
- Programa do Jô (TV Globo) - 2000 a 2016
- Na Estrada Com Derico (EPTV  - Afiliada Rede Globo) - 2019

## Discografia
Com a Banda de Jô Soares:
- 1992 - Quinteto Onze e Meia
- 2000 - Jô Soares e O Sexteto - Ao Vivo no Tom Brasil